# Nero Burning ROM
Nero Burning ROM（ネロ・バーニング・ロム）は、ドイツのソフトウェアメーカー・Nero AG（ドイツ語: Nero AG）が開発・販売しているライティングソフト。現在の最新バージョンはNero 2020。日本語版は2020年現在、株式会社ジャングルがライセンス販売している。

## 名前の由来
Nero Burning ROMの名前は、言葉遊びに由来している。
- Nero - ソフトウェア名と同時にローマ皇帝のネロを指す。
- Burning - CD-Rなどを作成する行為を意味する英語（日本語でも「焼く」と言う）。
- ROM - CD-ROMなどのROM（読み出し専用メモリ）に由来するが、ドイツ語ではイタリアの都市・ローマを Rom と表記する。

つまり「ローマを焼くネロ」と「ROMを焼くNero」を掛けているのである。

## 機能
バージョン5.5以前では、本体アプリケーションにいくつかのツールが付随するものであったが、バージョン6.0以降、ビデオ編集ソフトのNero Vision、DVD再生ソフトNero ShowTime、バックアップソフトNero BackItUp、DVDトランスコード/MPEG-4エンコードソフトNero Recodeなどを加えた統合ソフトとなり、バージョン7.0ではリモコン操作可能なNero Home、UPnP対応メディアサーバNero MediaHomeなどを追加している。バージョン8.0からAVCHDの作成に対応しており、追加プラグインを購入することでBD/HD DVDの再生および作成に対応。9.0では8.0からNero BackItUpとNero MediaHomeがスピンアウトしている。10からNero Burning ROM,Nero BackItUp & Burn,Nero Vision Xtra,Nero BurnExpressなどが単体で販売されている。
新たなソフトを導入する際は、他社からの買収やフリーウェアのソフトの製作者を開発に招き入れることが多く、InCDはかつてAHEADがOEM供給を受けていた米Prassi SoftwareのabCDを買い取り製作したものであり、Nero CD SpeedなどもErik Deppeが開発したCD Speed / DVD Speedが取り込まれたものであり、その他にもNero RecodeはDVD Shrinkの作者が、Nero DigitalのVideoコーデックはAtemeが、AACエンコーダ・デコーダはPsyTEL AACEncの作者とFAADの作者が開発している。

## Nero Linux
Nero LinuxはNero Burning ROMのLinux版。現在のバージョンはNero Linux 4。Nero Linux 2は、Windows版Nero 6のリテール版シリアル番号でも使用することができた。Nero Linux 3からは単体販売となっている。

## バージョン
この項では、日本で発売されたパッケージ名とバージョン番号で表記する。
Nero98 - 3.8.1.0
日本語に対応した最も初期のバージョン
Nero99mp3 - 4.0.3.1
MP3ファイルを音楽CDのトラックとして直接CD-Rに記録できるようになった
Nero MP3 Professional - 4.0.7.2
MP3エンコード機能追加
Nero 5 - 5.0.1.7
ビデオCD作成機能追加
スーパービデオCD作成機能、mp3PROエンコード機能追加
Nero Express DVD - 5.5.x.x
ビデオ編集ソフトNeroVision Express追加
Nero 6 - 6.0.0.7
DVD再生ソフトNero ShowTime、バックアップソフトNero BackItUp追加
- 公式発表ではWindows 98～XPまで対応。

Nero 6 Evolution
トランスコード/MPEG-4エンコードソフトNero Recode追加、mp3PROプラグイン同梱パッケージ
Nero 6 Second Edition - 6.6.0.7
ドルビーデジタル 5.1ch対応、メディアサーバNero MediaHome追加
Nero 7 Premium - 7.0.1.3
Nero Home、Nero Scout追加
Nero 7 Premium Plus - 7.7.5.1
Windows Vista対応、AVCHD対応
Nero 8 - 8.1.1.1
Nero RescueAgent追加、BDAV対応
プラグインでHD_DVDの再生にも対応していた。
- Windows 9x系は今バージョンより対応外となるため、Windows 2000以降のみ対応となる。

Nero 9 - 9.2.5.0
Nero Home、Nero Scout、Nero ImageDriveがなくなる。Nero BackItUp、Nero MediaHomeが別インストーラに。
- Nero9よりWindows 7に標準対応となる一方で、Windows 2000は対応外となった。

Nero Multimedia Suite 10
Nero Burning ROM,Nero BackItUp & Burn,Nero Vision Xtraを搭載
Nero Multimedia Suite 10 Platinum HD
Nero Multimedia Suite 10にブルーレイを対応。
Nero 11 - 11.0.15500.100
Nero RecodeのGUI変更。Nero LIVEBackup追加など。
Nero 11 Platinum
Nero 11にBD再生、Nero Kwik Mobile Syncなどの機能を追加。
Nero 12 Platinum
Windows 8に対応、Blu-ray 3D Discの再生や編集機能、AVCHDリッピング機能、自動実行ディスク作成機能の追加。2TB超の大容量ハードディスクへの対応、USB 3.0への対応。